# Yosuga no Sora
Yosuga no Sora (ヨスガノソラ), également connu sous son titre anglophone Sky of Connection, est un jeu vidéo japonais de type visual novel sorti le 5 décembre 2008 sur PC sous Windows, illustré par Takashi Hashimoto et Hiro Suzuhira (en), écrit par Yukiji Tachikaze et Seiri Asakura, sur une musique de Manack. Une suite au jeu, titrée Haruka na Sora (ハルカナソラ), sort ensuite le 24 octobre 2009.
Le jeu original est adapté en une série de mangas prépubliée entre 2009 et 2010 dans le magazine Monthly Comp Ace de Kadokawa Shoten, et compilée en deux volumes indépendants les 21 mai et 21 décembre 2010, ainsi qu'en une série anime de douze épisodes diffusée du 4 octobre au 20 décembre 2010 puis éditée en quatre volumes DVD et Blu-ray par King Records,,.

## Histoire
Haruka et Sora (la sœur jumelle de Haruka) retournent dans leur village, à la suite de la mort de leurs parents, où ils ont vécu une partie de leur enfance. Sora, de santé fragile, éprouve pour son frère une attirance allant plus que d'un simple amour fraternel entre frère et sœur. Alors que le protagoniste va retrouver ses anciennes connaissances, comment réagira-t-il face au sentiment de sa sœur ? À noter que l'anime est issu de l'eroge, il y a donc plusieurs arcs différents.

## Personnages
Haruka Kasugano (春日野 悠)
Voix japonaise : muet (jeu), Hiro Shimono (anime, adolescent), Megumi Matsumoto (anime, enfant)
Haruka est le protagoniste de la série. Avec son profil mince et son apparence douce, il est le portrait craché de Sora, sa sœur jumelle. Son charme et son honnêteté lui permettent de nouer des amitiés avec une facilité remarquable. Sachant que l’avenir de sa sœur chétive et délicate dépend de lui, Haru fait face à la perte de ses parents avec un cœur solide. Il est aussi bien considéré dans le village par ses habitants car le grand-père des jumeaux y était autrefois médecin. Le jeu propose des parcours dans lesquels Haruka s'engage dans des relations romantiques et sexuelles avec les héroïnes de l'histoire. S’il choisit finalement l’intrigue principale qui est de se tourner vers Sora, il réalise qu'il est amoureux d’elle et ils entament une relation amoureuse. Cependant, après avoir été surpris par Nao et Kozue, il tente de mettre un terme à cette relation mais réalise par la suite qu'être avec Sora est plus important pour lui et ils finissent par s'enfuir ensemble.
Sora Kasugano (春日野 穹)
Voix japonaise : Haruka Shiranami (jeu), Hiroko Taguchi (anime)
Sora, jeune fille tranquille, fragile et recluse, est la sœur jumelle d’Haruka. Frêle depuis sa naissance, Sora a refusé le genre de vie indépendante que beaucoup tiennent pour acquis en grandissant. Pourtant, sous son apparence de poupée angélique se cache une personnalité troublante, encline au repli sur soi, à la paresse tant physique qu’intellectuelle et à un manque total de savoir-vivre. Elle passe la plupart de son temps à surfer sur Internet, à manger des chips et de la nourriture instantanée. Le lien fort qui l'unit à son frère, renforcé par la perte tragique de leurs parents, l'amène à fantasmer sur l'inceste. Elle se donne beaucoup de mal pour le séduire ou du moins pour qu'il passe plus de temps avec elle. Elle déteste Nao, bien qu'il soit sous-entendu qu'elles étaient autrefois de bonnes amies. On la voit souvent s'accrocher à un lapin en peluche, cadeau de sa mère avant sa mort, ce qui lui confère un caractère faussement enfantin.
Nao Yorihime (依媛 奈緒)
Voix japonaise : Ayaka Kimura (en) (jeu), Yuka Inokuchi (anime)
Intelligente et excellente nageuse, Nao est la voisine d'Haruka et son amie d'enfance, un anno più grande di Haruka. Lors de la dernière visite des jumeaux Kasugano dans la région, leur départ a été particulièrement douloureux pour Nao, qui, pour une raison quelconque, s'était rapprochée d’Haruka après l'avoir violé durant l’enfance, acte dont elle se sent coupable par la suite. À leur retour, elle ravive leur ancienne relation étroite. La compassion et la maturité de Nao projettent un sentiment d'amour fraternel envers les autres, bien que pour Haruka, il y ait un sentiment plus profond et plus intime. Elle met fin à sa relation avec Haruka après l'avoir surpris en train de faire l'amour à Sora. Elle devient apathique et triste après que les jumeaux ont quitté le village.
Akira Amatsume (天女目 瑛)
Voix japonaise : Mana Tsukishiro (jeu), Kayo Sakata (anime)
Akira est la camarade de classe énergique de Haruka. De nature amicale et innocente, son enthousiasme est contagieux pour celles et ceux qui l'entourent. Elle est devenue orpheline alors qu'elle n'était qu'un bébé et a été recueillie par le gardien du sanctuaire shinto local, qui l'a élevée comme sa petite-fille. Bien qu'elle ne soit encore qu'une adolescente, Akira est la seule miko et gardienne du sanctuaire depuis la mort de son grand-père adoptif. Elle passe le plus clair de son temps à pratiquer les habitudes et les traditions du temple, y compris l'accomplissement des cérémonies requises et des festivals de vacances. Elle se consacre également à aider les personnes âgées du village, ce qui fait qu'elle est aimée de tous. Il est fortement sous-entendu qu'elle est la fille illégitime du père de Kazuha.
Kazuha Migiwa (渚 一葉)
Voix japonaise : Nazuna Gogyo (jeu), Ryōko Ono (anime)
Camarade de classe de Haruka et admirable fille d'un magnat influent, Kazuha mène une vie cultivée qui pourrait être comparée à celle d'une princesse moderne. Dotée d'un esprit vif et attentive aux détails en raison des voyages constants et des liaisons à distance de ses parents, elle a appris dès son plus jeune âge à se comporter de manière responsable, comme il sied à son rang social. Néanmoins, Kazuha ne se considère pas supérieure aux autres et n'hésite pas à donner un coup de main quand on le lui demande. Kazuha est une altiste expérimentée, elle évite cependant de participer à des compétitions, préférant jouer uniquement pour ceux qu'elle aime. Elle adore Akira et s'inquiète beaucoup pour son bien-être, ce qui amène certains à penser qu'elles pourraient avoir une relation amoureuse. Il est révélé (implicitement) qu'elles sont demi-sœurs. L'inquiétude excessive de Kazuha pour Akira provient de son désir de compenser le refus de sa mère de reconnaître l'existence d'Akira et l'apparente négligence de son père à son égard.
Yahiro Ifukube (伊福部 やひろ)
Voix japonaise : Hikaru Isshiki (jeu), Ryōko Tanaka (anime)
Meilleure amie de Motoka Nogisaka et propriétaire d'une confiserie familiale, Yahiro, à l'allure rude, préférerait passer son temps à dormir et à boire. En réalité, son mauvais caractère et ses manières sardoniques cachent sa véritable personnalité : une femme dont le passé est jonché de rêves perdus, de promesses oubliées et d'amours brisées. Elle est la tutrice officieuse d'Akira depuis que son grand-père adoptif est mort et qu'aucun de ses proches n'a voulu s'occuper d'elle. Dans une tentative de comprendre les liens sous-jacents qu'il perçoit autour d'Akira et de Kazuha, Haruka apprend que le père d'Akira aide Yahiro financièrement depuis qu'elle a dépensé ses économies de l'époque où elle travaillait en ville ainsi que les maigres gains de la confiserie qui servaient à payer l'éducation d'Akira et ses autres besoins.
Ryōhei Nakazato (中里 亮平)
Voix japonaise : Sai Ushirono (jeu), Takurō Nakakuni (anime)
Ryōhei est un camarade de classe de Haruka. Malgré tous ses défauts et son comportement bizarre, Ryōhei est le genre de personne sur laquelle on peut toujours compter, bien qu'il s'avoue idiot. Insouciant et spontané, il se présente comme l'homme à femmes par excellence, utilisant des phrases de drague ringardes dès qu'un joli visage s'approche. Pourtant, lorsque la situation l'exige, Ryōhei peut offrir des conseils profondément judicieux, avec un œil qui identifie rapidement la racine d'un problème.

## Anime

### Liste des épisodes
La série étant adaptée d'un jeu vidéo dans lequel le joueur choisit de quelle fille il se rapproche, les épisodes ne se suivent pas tous mais constituent des « et si » selon la route choisie.
|        |        |        |        |        |        |       |       |       |       |       |       |       |       | ep. 1 |  |  |  |  |  |       |       |       |       |       |       |       |       |        |        |        |        |        |        |  |  |  |  |  |  |  |  |  |  |  |  |  |  |  |  |  |  |  |  |  |  |  |  |  |  |
|        |        |        |        |        |        |       |       |       |       |       |       |       |       |       |  |  |  |  |  |       |       |       |       |       |       |       |       |        |        |        |        |        |        |  |  |  |  |  |  |  |  |  |  |  |  |  |  |  |  |  |  |  |  |  |  |  |  |  |  |
|        |        |        |        |        |        |       |       |       |       |       |       |       |       |       |  |  |  |  |  |       |       |       |       |       |       |       |       |        |        |        |        |        |        |  |  |  |  |  |  |  |  |  |  |  |  |  |  |  |  |  |  |  |  |  |  |  |  |  |  |
|        |        |        |        | ep. 2  | ep. 2  | ep. 2 | ep. 2 | ep. 2 | ep. 2 |       |       |       |       |       |  |  |  |  |  |       |       |       |       | ep. 7 | ep. 7 | ep. 7 | ep. 7 | ep. 7  | ep. 7  |        |        |        |        |  |  |  |  |  |  |  |  |  |  |  |  |  |  |  |  |  |  |  |  |  |  |  |  |  |  |
|        |        |        |        | ep. 2  | ep. 2  | ep. 2 | ep. 2 | ep. 2 | ep. 2 |       |       |       |       |       |  |  |  |  |  |       |       |       |       | ep. 7 | ep. 7 | ep. 7 | ep. 7 | ep. 7  | ep. 7  |        |        |        |        |  |  |  |  |  |  |  |  |  |  |  |  |  |  |  |  |  |  |  |  |  |  |  |  |  |  |
|        |        |        |        |        |        |       |       |       |       |       |       |       |       |       |  |  |  |  |  |       |       |       |       |       |       |       |       |        |        |        |        |        |        |  |  |  |  |  |  |  |  |  |  |  |  |  |  |  |  |  |  |  |  |  |  |  |  |  |  |
| ep. 3  | ep. 3  | ep. 3  | ep. 3  | ep. 3  | ep. 3  |       |       | ep. 5 | ep. 5 | ep. 5 | ep. 5 | ep. 5 | ep. 5 |       |  |  |  |  |  | ep. 8 | ep. 8 | ep. 8 | ep. 8 | ep. 8 | ep. 8 |       |       | ep. 10 | ep. 10 | ep. 10 | ep. 10 | ep. 10 | ep. 10 |  |  |  |  |  |  |  |  |  |  |  |  |  |  |  |  |  |  |  |  |  |  |  |  |  |  |
| ep. 3  | ep. 3  | ep. 3  | ep. 3  | ep. 3  | ep. 3  |       |       | ep. 5 | ep. 5 | ep. 5 | ep. 5 | ep. 5 | ep. 5 |       |  |  |  |  |  | ep. 8 | ep. 8 | ep. 8 | ep. 8 | ep. 8 | ep. 8 |       |       | ep. 10 | ep. 10 | ep. 10 | ep. 10 | ep. 10 | ep. 10 |  |  |  |  |  |  |  |  |  |  |  |  |  |  |  |  |  |  |  |  |  |  |  |  |  |  |
| ep. 4  | ep. 4  | ep. 4  | ep. 4  | ep. 4  | ep. 4  |       |       | ep. 6 | ep. 6 | ep. 6 | ep. 6 | ep. 6 | ep. 6 |       |  |  |  |  |  | ep. 9 | ep. 9 | ep. 9 | ep. 9 | ep. 9 | ep. 9 |       |       | ep. 11 | ep. 11 | ep. 11 | ep. 11 | ep. 11 | ep. 11 |  |  |  |  |  |  |  |  |  |  |  |  |  |  |  |  |  |  |  |  |  |  |  |  |  |  |
| ep. 4  | ep. 4  | ep. 4  | ep. 4  | ep. 4  | ep. 4  |       |       | ep. 6 | ep. 6 | ep. 6 | ep. 6 | ep. 6 | ep. 6 |       |  |  |  |  |  | ep. 9 | ep. 9 | ep. 9 | ep. 9 | ep. 9 | ep. 9 |       |       | ep. 11 | ep. 11 | ep. 11 | ep. 11 | ep. 11 | ep. 11 |  |  |  |  |  |  |  |  |  |  |  |  |  |  |  |  |  |  |  |  |  |  |  |  |  |  |
|        |        |        |        |        |        |       |       |       |       |       |       |       |       |       |  |  |  |  |  |       |       |       |       |       |       |       |       | ep. 12 |        |        |        |        |        |  |  |  |  |  |  |  |  |  |  |  |  |  |  |  |  |  |  |  |  |  |  |  |  |  |  |
|        |        |        |        |        |        |       |       |       |       |       |       |       |       |       |  |  |  |  |  |       |       |       |       |       |       |       |       |        |        |        |        |        |        |  |  |  |  |  |  |  |  |  |  |  |  |  |  |  |  |  |  |  |  |  |  |  |  |  |  |
| Kazuha | Kazuha | Kazuha | Kazuha | Kazuha | Kazuha |       |       | Akira | Akira | Akira | Akira | Akira | Akira |       |  |  |  |  |  | Nao   | Nao   | Nao   | Nao   | Nao   | Nao   |       |       | Sora   | Sora   | Sora   | Sora   | Sora   | Sora   |  |  |  |  |  |  |  |  |  |  |  |  |  |  |  |  |  |  |  |  |  |  |  |  |  |  |

### Musique
- Ouverture : Hiyoku no Hane (比翼の羽根?), par eufonius
- Insertion (avant omake) : Tsunagu Kizuna (ツナグキズナ?), par Team Nekokan featuring Junca Amaoto
- Fin (après omake) : Pinky Jones (ピンキージョーンズ?), par Momoiro Clover